# Courcelles-sur-Nied
Courcelles-sur-Nied là một xã trong vùng Grand Est, thuộc tỉnh Moselle, quận Metz-Campagne, tổng Pange. Tọa độ địa lý của xã là 49° 04' vĩ độ bắc, 06° 18' kinh độ đông. Courcelles-sur-Nied nằm trên độ cao trung bình là 240 mét trên mực nước biển, có điểm thấp nhất là 215 mét và điểm cao nhất là 265 mét. Xã có diện tích 5,06 km², dân số vào thời điểm 1999 là 895 người; mật độ dân số là 176 người/km². Xã nằm về phía đông của Metz.

## Thông tin nhân khẩu
| 1962 | 1968 | 1975 | 1982 | 1990 | 1999 |
| ---- | ---- | ---- | ---- | ---- | ---- |
| 340  | 340  | 621  | 868  | 824  | 895  |